# 牛皮
牛皮（ぎゅうひ、ぎゅうかわ、うしがわ）は、本来の体色が残されたままの未漂白な牛の毛皮である。牛皮は牛を解体する際の副産物として得られ、通常は皮革の原料となる。

## 生産
牛の屠殺後に、解体の過程で皮が剥離される。状態の良くないものを取り除けたあと、最初の工程として塩漬けにする。皮の大きさや色味によって分別して、なめし工程に移る。この工程では、毛皮を柔軟に保ち、獣臭や脱毛を防ぐために伝統的な手法を取る。これにより、毛皮の経年劣化を軽減できる。自然乾燥させたのち高品質な毛皮を選別し、残りは加工用に裁断される。毛皮は生前の負傷などを原因とする損傷により、乾燥時に裂け目が生じることが多い。

## 用途
牛の毛皮は、虎やシマウマを模して染色可能である。しかし、通常そのような染色は低品質の毛皮が用いられる。高品質の毛皮は、牛の品種に応じた自然の色味のまま活用される。

### ヌグニ民族の文化
アフリカ大陸南部のズールー族の間では牛の毛皮は様々な用途に使われるが、近年は儀礼用途に偏る傾向にある。毛皮は伝統的な盾に加工されたり、“イシドワバ”と呼ばれる伝統的なスカートの材料となる。男性は“ibeshu”と呼ばれる毛皮の腰巻きを身に着け、牛革のベルトで“umutsha”という腰布を結びつける。“iphovela”は牛の毛皮製の頭飾りで、手足の装飾には“ishoba”もしくは“umshokobezi”とよばれる房状の牛の尾が用いられる。